# Nitrosación
En química orgánica, la nitrosación es el proceso de convertir un compuesto orgánico en derivados nitroso, esto es, en compuestos que contengan el grupo funcional NO.

## CompuestosC-Nitroso
Los compuestos C-Nitroso, tales como el nitrosobenceno son preparados típicamente por oxidación de hidroxilaminas:
RNHOH + [O] → RNO + H2O

## N-nitrosaminas
Las N-nitrosaminas, incluyendo la variedad carcinogénica, surgen de la reacción de fuentes de nitrito con compuestos amino. Típicamente, esta reacción procede por medio del ataque de un electrófilo nitrosonio a la amina:
NO2- + 2 H+ → NO+ + H2O
R2NH + NO+ → R2N-NO + H+

## Medicina
En el sistema cardiovascular, el NO regula varios procesos, como el tono vascular, la función cardíaca, la agregación plaquetaria y la permeabilidad vascular. En general, las enfermedades cardiovasculares se asocian a una disminución de la producción de NO a través de la ruta de la L-arginina. La restauración de la producción de NO es una estrategia para el tratamiento de las enfermedades cardiovasculares. 